# The Fourth World
The Fourth World is het debuut- en enige album van de Amerikaanse poprockband Kara's Flowers die later opging in Maroon 5. Het album bestaat uit 11 nummers en een bonusnummer op de Japanse editie.
Kara's Flowers bracht het album uit op 19 augustus 1997 bij Reprise Records. Het album was commercieel geen succes en de band verliet de platenmaatschappij na twee jaar.
Na de breuk met de platenmaatschappij ging de band verder met het ontdekken van verschillende muziekstijlen. Nadat James Valentine bij de groep kwam werd besloten dat ze verdergingen onder de naam Maroon 5.
Na het succes van Maroon 5 werd dit album alsnog een commercieel succes.

## Tracks
1. "Soap Disco" - 2:40
2. "Future Kid" - 4:44
3. "Myself" - 3:05
4. "Oliver" - 2:38
5. "The Never Saga" - 3:58
6. "Loving the Small Time" - 3:32
7. "To Her with Love" - 2:52
8. "Sleepy Windbreaker" - 3:05
9. "Pantry Queen" - 3:45
10. "My Ocean Blue" - 3:11
11. "Captain Splendid" - 5:59
12. "Buddy Two-Shoes Wilson" - 2:19 (Japanse Bonus Track)